# 黃文忠 (1966年)
黃文忠（葡萄牙語：Vong Man Chong，1966年—）是澳門海關關長，澳門保安部隊高等學校警務科學學士學位。

## 生平
黃文忠於一九八九年加入水警稽查隊工作；一九九五年晉升為副警司，於一九九九年晉升至警務總長，期間曾擔任情報處處長、行動處處長及行動管理廳廳長；於二零零一年海關成立後，分別擔任知識產權廳廳長、口岸監察廳廳長、海關顧問、助理海關關長及副海關關長。